# Helina hyeta
Helina hyeta är en tvåvingeart som beskrevs av Feng och Xue 2002. Helina hyeta ingår i släktet Helina och familjen husflugor. Inga underarter finns listade i Catalogue of Life.